# Roland Winters
Roland Winters (Boston, 22 de novembro de 1904 – Englewood, 22 de outubro de 1989) foi um ator estadunidense, famoso por ter interpretado o detetive sino-americano Charlie Chan em seis filmes.

## Filmografia[1]
Nomes originais (em inglês):
1. A Conflict of Interest (1982) (TV)
2. You Can't Go Home Again (1979) (TV) .... Juiz Bland
3. "The Dain Curse" (1978) TV .... Hubert Collinson
4. "Adam's Rib" .... Juiz (1 episódio, 1973)
5. Miracle on 34th Street (1973) (TV) .... Sr. Gimbel
6. Loving (1970) .... Plommie
7. "Green Acres" .... Mr. Gerber (5 episódios, 1965-1969)
8. "The Debbie Reynolds Show" .... Governador Bartholomew (1 episódio, 1969)
9. Doc (1969) (TV) .... Watkins
10. "The Red Skelton Show" .... Cobbler / ... (7 episódios, 1956-1969)
11. "Bewitched" .... McMann (1 episódio, 1968)
12. "Gomer Pyle, U.S.M.C." .... Dan Merrill (1 episódio, 1967)
13. "The Smothers Brothers Show" .... Leonard J. Costello (10 episódios, 1965-1966)
14. "Mister Roberts" (1 episódio, 1965)
15. "Vacation Playhouse" .... Vincent J. Vincent (1 episódio, 1965)
16. "Profiles in Courage" .... Pickering (1 episódio, 1965)
17. "Perry Mason" .... Archer Bryant (1 episódio, 1965)
18. "The Addams Family" .... Ralph J. Hulen (1 episódio, 1965)
19. "The Cara Williams Show" .... Brewster (1 episódio, 1965)
20. "Broadside" .... Almirante Bronson (1 episódio, 1964)
21. "Bob Hope Presents the Chrysler Theatre" .... Walter Schaeffer (1 episódio, 1964)
22. "The Farmer's Daughter" (1 episódio, 1964)
23. "Route 66" .... Dr. Frank Hillman (1 episódio, 1964)
24. "Hazel" (2 episódios, 1964)
25. "Arrest and Trial" .... Charles Connaught (1 episódio, 1964)
26. Archie (1964) (TV) .... Sr. Weatherbee
27. "The Defenders" .... Jeff Brubaker / ... (2 episódios, 1962-1963)
28. "Dennis the Menace" .... Sr. Bromley (1 episódio, 1962)
29. "The Alfred Hitchcock Hour" .... Ivar West (1 episódio, 1962)
30. "The Jack Benny Program" .... General (1 episódio, 1962)
31. "The DuPont Show of the Week" .... Henry Drummond (1 episódio, 1962)
32. "Alcoa Premiere" .... Granby (1 episódio, 1962)
33. Follow That Dream (1962) .... Juiz
34. Everything's Ducky (1961) .... Cap. Lewis Bollinger
35. Blue Hawaii (1961) .... Fred Gates
36. "Naked City" .... Aubrey Hacker (1 episódio, 1961)
37. "Play of the Week" .... Piet Wetjoen (3 episódios, 1960)
38. The Iceman Cometh (1960) (TV) .... O General (Piet Wetjoen)
39. "Omnibus" (1 episódio, 1960)
40. Cash McCall (1960) .... General Andrew 'Andy' Danvers
41. "Startime" .... Fannington (1 episódio, 1959)
42. The Wicked Scheme of Jebal Deeks (1959) (TV) .... Fannington
43. Never Steal Anything Small (1959) .... Doutor
44. Little Women (1958) (TV) .... Sr. Winters
45. "Colgate Theatre" .... O Texano (1 episódio, 1958)
46. "The Millionaire" .... Dexter Smith (1 episódio, 1958)
47. "Date with the Angels" .... Corey (1 episódio, 1958)
48. "Schlitz Playhouse of Stars" (2 episódios, 1953-1957)
49. "Kraft Television Theatre" (4 episódios, 1952-1957)
50. "Jet Pilot" (1957) .... Col. Sokolov
51. "Studio One" .... Charles Brooks / ... (2 episódios, 1957)
52. "Goodyear Television Playhouse" (1 episódio, 1957)
53. "You Are There" (1 episódio, 1957)
54. "The 20th Century-Fox Hour" .... Gil Warren (1 episódio, 1957)
55. "Broken Arrow" .... Perry (1 episódio, 1957)
56. Top Secret Affair (1957) .... Sen. Burdick
57. "The Kaiser Aluminum Hour" .... Millet (2 episódios, 1956-1957)
58. "Lux Video Theatre" .... Wardley (3 episódios, 1952-1956)
59. Bigger Than Life (1956) .... Dr. Ruric
60. So Big (1953) .... Klaas Pool
61. A Lion Is in the Streets (1953) Executor
62. "Robert Montgomery Presents" (2 episódios, 1952-1953)
63. "Door with No Name" (1951) TV  .... John Lawrence (1952)
64. "Meet Millie" (1952) TV .... J.R. Boone Sr. (#2)
65. She's Working Her Way Through College (1952) .... Fred Copeland
66. Follow the Sun (1951) .... Dr. Graham
67. "The Web" (1 episódio, 1951)
68. Raton Pass (1951) .... Sheriff Perigord
69. Inside Straight (1951) .... Alexander Tomson
70. Sierra Passage (1951) .... Sam Cooper
71. The West Point Story (1950) .... Harry Eberhart
72. To Please a Lady (1950) .... Dwight Barrington
73. Between Midnight and Dawn (1950) .... Leo Cusick
74. Convicted (1950) .... Vernon Bradley, Attorney
75. The Underworld Story (1950) .... Stanley Becker, lawyer
76. Killer Shark (1950) .... Jeffrey White
77. Captain Carey, U.S.A. (1950) .... Manfredo Acuto
78. Guilty of Treason (1950) .... Comissãrio soviético Belov
79. Malaya (1949) .... Bruno Gruber
80. A Dangerous Profession (1949) .... Jerry McKay
81. Once More, My Darling (1949) .... Coronel Head
82. Abbott and Costello Meet the Killer, Boris Karloff (1949) .... T. Hanley Brooks
83. The Sky Dragon (1949) .... Charlie Chan
84. Tuna Clipper (1949) .... E.J. Ransom
85. The Feathered Serpent (1948) .... Charlie Chan
86. Kidnapped (1948) .... Cap. Hoseason
87. The Return of October (1948) .... Coronel Wood
88. Cry of the City (1948) .... Ledbetter
89. The Golden Eye (1948) .... Charlie Chan
90. Shanghai Chest (1948) .... Charlie Chan
91. Docks of New Orleans (1948) .... Charlie Chan
92. The Chinese Ring (1947) .... Charlie Chan
93. 13 Rue Madeleine (1947) .... Van Duyval
94. Citizen Kane (1941) .... Homem do jornal no Trenton Town Hall